# Chris Thompson (pływak)
Christopher Lee Thompson; znany jako Chris Thompson (ur. 30 listopada 1978 w Roseburg), amerykański pływak specjalizujący się w długich dystansach stylu dowolnego, medalista olimpijski.
Jego największym sukcesem jest brązowy medal olimpijski na Igrzyskach Olimpijskich w 2000 r. w Sydney.